# Tìa Dình
Tìa Dình là một xã thuộc huyện Điện Biên Đông, tỉnh Điện Biên, Việt Nam.

## Địa lý
Xã Tìa Dình có vị trí lý:
- Phía đông và phía nam giáp tỉnh Sơn La
- Phía tây giáp xã Phình Giàng và xã Pú Hồng
- Phía bắc giáp xã Háng Lìa và xã Luân Giói.

Xã Tìa Dình có diện tích 103,33 km², dân số năm 2022 là 3.518 người, mật độ dân số đạt 34 người/km².

## Hành chính
Xã Tìa Dình được chia thành 10 thôn, bản.

## Lịch sử
Ngày 6 tháng 6 năm 2005, Chính phủ ban hành Nghị định số 72/2005/NĐ-CP về việc thành lập xã Tìa Dình trên cơ sở 9.882 ha diện tích tự nhiên và 2.468 nhân khẩu của xã Háng Lìa.
Ngày 10 tháng 7 năm 2019, HĐND tỉnh Điện Biên ban hành Nghị quyết số 116/NQ-HĐND về việc:
- Thành lập bản Tìa Dinh 2 trên cơ sở bản Tìa Dinh A và bản Tìa Dinh B.
- Thành lập bản Na Hay trên cơ sở bản Na Hay A và bản Na Hay B.
- Thành lập bản Háng Sua trên cơ sở bản Háng Sua A và bản Háng Sua B.
- Thành lập bản Tào La trên cơ sở bản Tào La A và bản Tào La B.
- Đổi tên bản Tìa Dinh C thành bản Tìa Dinh 1.
- Đổi tên bản Chua Ta A thành bản Chua Ta 1.
- Đổi tên bản Chua Ta B thành Bản Chua Ta 2.